# Deng Yawen
Deng Yawen (en chino: 邓雅文; Luzhou, 17 de octubre de 2005) es un deportista china que compite en ciclismo en la modalidad de BMX estilo libre. Participó en los Juegos Olímpicos de París 2024, obteniendo una medalla de oro en la prueba de parque.

## Medallero internacional
| Juegos Olímpicos | Juegos Olímpicos | Juegos Olímpicos | Juegos Olímpicos |
| Año              | Lugar            | Medalla          | Competición      |
| ---------------- | ---------------- | ---------------- | ---------------- |
| 2024             | París (Francia)  | Medalla de oro   | Parque           |